# Königin-Elisabeth-Inseln
Die Königin-Elisabeth-Inseln (englisch Queen Elizabeth Islands, französisch Îles de la Reine-Élisabeth, vormals Parry-Inseln) bilden den Norden des Kanadisch-Arktischen Archipels, nördlich des Lancastersundes und des Viscount-Melville-Sundes. Politisch gehören sie überwiegend zum Territorium Nunavut und zum geringeren Teil zu den Nordwest-Territorien. Die 34 Hauptinseln und 2092 kleineren Inseln bedecken eine Gesamtfläche von 419.061 km².

## Bevölkerung
Mit rund 400 Einwohnern sind die Königin-Elisabeth-Inseln sehr dünn besiedelt. Die einzig nennenswerten Siedlungen sind Resolute Bay auf Cornwallis Island (229 Einwohner zur Volkszählung 2006) und Grise Fiord auf Ellesmere Island (141 Einwohner). Ansonsten gibt es noch die Station Alert.
Nur im Sommer besetzt sind Eureka und Camp Hazen auf Ellesmere-Insel sowie die McGill-Station auf der Axel Heiberg Island und die Flashline Mars Arctic Research Station (FMARS) auf Devon Island.
Ehemals bewohnte Stationen sind Mould Bay auf der Prinz-Patrick-Insel, Isachsen auf Ellef Ringnes Island, Fort Conger auf Ellesmere Island und Ward Hunt Island Camp auf Ward Hunt Island.
Ehemalige, heute verlassene Siedlungen sind Dundas Harbour auf Devon Island und Craig Harbour auf Ellesmere Island.

## Verwaltung
Bis 1999 gehörten die Königin-Elisabeth-Inseln zum Franklin-Distrikt der Nordwest-Territorien Kanadas.
Mit der Einrichtung des Territoriums Nunavut 1999 wurden alle Inseln und Inselteile des Archipels östlich des Längengrades 110° West der Region Qikiqtaaluk des neuen Territoriums zugeschlagen, d. h. der Großteil des Archipels. Der Rest verblieb bei den Nordwest-Territorien. Durchschnitten von der neuen Grenze werden die Inseln Borden, Mackenzie-King und Melville. Vollständig zu den Nordwest-Territorien gehören von den größeren Inseln nur noch Prinz-Patrick, Eglinton, Emerald und Brock.

## Geschichte
Als Entdecker der Inseln gelten William Baffin, der 1615–1616 als Erster in die Inselregion vorstieß, und William Edward Parry, der zwei Jahrhunderte später (1819–1820) auf der Suche nach einer Nordwestpassage erneut zu den Inseln des kanadischen Archipels gelangte. Nach ihm wurden sie bis 1954 als Parry-Inseln bezeichnet; dann wurden sie zu Ehren von Königin Elisabeth II. umbenannt. Wichtige Erkundungen und Kartographierungen wurden im Zuge der zahlreichen Suchexpeditionen nach dem verschollenen Polarforscher Sir John Franklin Mitte des 19. Jahrhunderts vorgenommen. Zu Beginn des 20. Jahrhunderts trug der Norweger Otto Sverdrup wesentlich zur Erforschung der Inseln, vor allem der nach ihm benannten Inselgruppe, bei. Sverdrup nahm die von ihm erkundeten Ländereien für Norwegen in Besitz, das seinen Hoheitsanspruch auf die Sverdrup-Inseln erst 1930 zu Gunsten Kanadas aufgab. Seit den 1960er Jahren wird vielerorts auf den Inseln nach Öl gebohrt.

## Einteilung der Inselgruppe
Zu der Inselgruppe gehören 34 größere und 2092 kleinere und kleinste Inseln, die mit Ausnahme von Ellesmere Island, Devon Island und einigen Inseln in der Norwegian Bay in zwei Untergruppen, die Sverdrup-Inseln und die Parry-Inseln, aufgeteilt sind:
| Insel                    | Unter- gruppe | Territorium | Erhebung                | Höhe m | Fläche km² | Rang Kanada | Rang Welt |
| ------------------------ | ------------- | ----------- | ----------------------- | ------ | ---------- | ----------- | --------- |
| Ellesmere Island         |               | Nunavut     | Barbeau Peak            | 2616   | 196236     | 3           | 10        |
| Bathurst Island          | Parry         | Nunavut     | Stokes Mountain         | 412    | 16042      | 13          | 54        |
| Borden-Insel             | Parry         | NWT/Nunavut | …                       | 150    | 2794       | 30          | 170       |
| Brock-Insel              | Parry         | NWT         | …                       | 67     | 764        | 58          | 383       |
| Byam Martin Island       | Parry         | Nunavut     | …                       | 150    | 1150       | 42          | 294       |
| Cameron-Insel            | Parry         | Nunavut     | Mount Wilmot            | …      | 1059       | 46          | 312       |
| Coburg Island            | Parry         | Nunavut     | …                       | 823    | 344        | 83          | …         |
| Cornwallis Island        | Parry         | Nunavut     | …                       | 359    | 6995       | 21          | 96        |
| Devon Island             |               | Nunavut     | Devon Ice Cap           | 1920   | 55247      | 6           | 27        |
| Eglinton Island          | Parry         | NWT         | …                       | 150    | 1541       | 36          | 249       |
| Emerald Isle             | Parry         | NWT         | …                       | 150    | 549        | 63          | 466       |
| Lougheed Island          | Parry         | Nunavut     | …                       | 60–110 | 1308       | 41          | 273       |
| Mackenzie-King-Insel     | Parry         | NWT/Nunavut | Castel Butte            | 300    | 5048       | 26          | 115       |
| Melville-Insel           | Parry         | Nunavut/NWT | …                       | 776    | 42149      | 8           | 33        |
| Prinz-Patrick-Insel      | Parry         | NWT         | …                       | 279    | 15848      | 14          | 55        |
| Amund Ringnes Island     | Sverdrup      | Nunavut     | Gebirgskamm             | 265    | 5255       | 25          | 111       |
| Axel Heiberg Island      | Sverdrup      | Nunavut     | Outlook Peak            | 2211   | 43178      | 7           | 32        |
| Cornwall Island          | Sverdrup      | Nunavut     | McLeod Peak             | 400    | 2358       | 31          | 184       |
| Ellef Ringnes Island     | Sverdrup      | Nunavut     | Isachsen Dome           | 260    | 11295      | 16          | 69        |
| Graham-Insel             |               | Nunavut     | …                       | 175    | 1378       | 38          | 265       |
| Meighen Island           | Sverdrup      | Nunavut     | …                       | 300    | 955        | 50          | 337       |
| Île Vanier               | Parry         | Nunavut     | …                       | 200    | 1126       | 44          | 298       |
| King Christian Island    | Sverdrup      | Nunavut     | King Christian Mountain | 165    | 645        | 60          | 420       |
| North Kent Island        |               | Nunavut     | …                       | 600    | 590        | 62          | 453       |
| Alexander Island         | Parry         | Nunavut     | …                       | 60–180 | 484        | 66          | …         |
| Massey Island            | Parry         | Nunavut     | …                       | 210    | 432        | 71          | …         |
| Little Cornwallis Island | Parry         | Nunavut     | …                       | …      | 412        | 75          | …         |
| Helena Island            | Parry         | Nunavut     | …                       | …      | 326        | 85          | …         |
| Stor Island              | Sverdrup      | Nunavut     | …                       | 500    | 313        | 87          | …         |
| Baillie-Hamilton Island  | Parry         | Nunavut     | …                       | …      | 290        | 91          | …         |
| Griffith Island          | Parry         | Nunavut     | …                       | …      | 189        | 110         | …         |
| Hoved Island             | Parry         | Nunavut     | …                       | …      | 158        | 125         | …         |
| Lowther Island           | Parry         | Nunavut     | …                       | 106,5  | 145        | 133         | …         |
| Buckingham Island        |               | Nunavut     | Mount Windsor           | 150    | 137        | 137         | …         |
| übrige 2092              |               | Nunavut/NWT | …                       | …      | 2321       | -           | -         |
| Königin-Elisabeth        |               |             | Barbeau Peak            | 2616   | 419061     | -           | -         |